# Hugenote-Gedenkmuseum
Het Hugenoten Gedenkmuseum (Afrikaans: Hugenote-Gedenkmuseum, Engels: Huguenot Memorial Museum) is een Zuid-Afrikaans museum in Franschhoek in de gemeente Stellenbosch in de West-Kaap.
Het museum is gewijd aan de geschiedenis van die hugenoten die in de 17e eeuw vanuit Nederland naar de Kaapkolonie emigreerden. Het toont de geschiedenis en herkomst van de Zuid-Afrikaanse hugenoten, bijvoorbeeld aan de hand van genealogieën, portretten en gebruiksvoorwerpen, en hun bijdrage aan de Zuid-Afrikaanse cultuur, vooral in de Franschhoekvallei. Er zijn voorbeelden van gereedschapsstukken waarmee onder andere wijn werd gemaakt. Ook zijn er voorbeelden van de kleding die gedragen werd.
Nabij het museum staat het Hugenotenmonument, en om het museum zelf ligt een tuin.